# 서울 노량진 살인 사건
서울 노량진 살인 사건은 1990년 6월 8일에 대한민국의 성폭력 전과자였던 박형택(~1990년 12월 8일)이 가정집에 침입하여 안주인을 흉기로 난자 살해하고 다른 두 명에게 중상을 입혔던 사건이다.

## 사건 개요
범인 박형택(당시 30세)은 1986년 9월에 경기도 부천시의 한 야산에서 평소 알고 지내던 여고생을 강간하여 임신을 시킨 죄로 이듬해 10월에 고소 조치되었다. 박형택은 피해자 가족과 합의가 이루어지지 않아 징역 3년형을 선고받고 복역을 하기에 이르렀다.
자신과 합의를 거부하고 수형 생활을 하게 만든 여고생의 가족들에게 적대감과 복수심을 쌓아온 박형택은 1989년 12월에 출소하였고, 수소문 끝에 피해자의 가족들이 노량진에서 살고 있다는 사실을 알고 수 개월 전부터 답사를 하는 등 치밀한 범행 준비를 해 왔었고, 사건발생 당일인 1990년 6월 8일 정오쯤, 대문이 열려 있던 피해자의 집으로 들어가 빨래를 정리하고 가사를 하던 피해 여고생의 어머니를 흉기로 잔혹하게 난자해 살해하고 마침 그 집에 놀러와 있던 어머니의 친구와 낮잠을 자던 피해 여고생의 오빠를 흉기로 가격하여 중태에 빠뜨린 후 도주하였다.

## 수사 및 검거 과정
사건을 접한 서울 노량진 경찰서는 이 사건에 있어 금품이 없어지지 않았으며 범행 수법이 잔혹한 점을 들어 원한에 얽힌 사건으로 결론짓고 목격자 수배 등 다방면의 수사를 전개하기 시작하였고, 수사 과정에서 피해자의 딸이 강간 치상 피해를 당한 사실을 알아내어 경기 부천경찰서와 협조 요청을 하는 등 광범위한 수사를 전개한 끝에 서울 모처의 독서실에 은신해 있던 범인 박형택을 격투 검거하였다.

## 이후 전개
잡혀온 박형택은 이미 모아 둔 목돈으로 변호사를 선임, 사형선고를 면한 후 출옥하면 담당 수사관에게도 보복을 할 계획을 세운 것으로 알려졌으나, 분노와 공격의 대상을 찾지 못한 박형택은 재판 계류 중 1990년 12월 8일, 서울 구치소 내에서 목을 매단 채 자살하고 말았다. 이 사건은 지난 1993년 6월 9일에 방영된 MBC 경찰청사람들 3회-'집요한 복수' 편으로 재현 방영되었다.

## 보도 내용
- 대낮강도 主婦(주부)살해 1990.06.09 동아일보 18면
- 女高生(여고생)폭행범 出監(출감)후 報復(보복)살인 1990. 06. 25 경향신문 15면